# Сборная Уэльса по футболу
Сборная Уэльса по футболу (валл. Tîm pêl-droed cenedlaethol Cymru, англ. Wales national football team) — представляет Уэльс на международных футбольных соревнованиях. Управляющая организация — Футбольная ассоциация Уэльса, является третьей по «возрасту» национальной футбольной организацией мира. Хотя Уэльс и является частью Великобритании, но на крупных международных спортивных соревнованиях (за исключением Олимпийских игр) традиционно выступает как самостоятельная команда.
Сборная Уэльса дважды становилась участницей финальных стадий крупных международных соревнований: в 1958 году она приняла участие в чемпионате мира 1958 года, где в четвертьфинале уступила будущим победителям турнира — бразильцам, а в 2016 году дебютировала и сразу дошла до полуфинала на чемпионате Европы. Кроме того, команда Уэльса дошла до четвертьфинала чемпионата Европы 1976 года, но в этом розыгрыше финальная стадия турнира начиналась только с полуфинала (тогда в финальной стадии турнира участвовали лишь четыре команды).
По состоянию на 3 апреля 2025 года сборная в рейтинге ФИФА занимает 29-е место.

## История

### Ранние годы
Свой первый матч сборная Уэльса сыграла 25 марта 1876 в Глазго против Шотландии, уступив 0:4. В 1879 году валлийцы впервые сыграли против англичан, уступив 1:2 в Лондоне, а в 1882 — против ирландцев, разгромив 7:1 в Рексеме.
6 декабря 1882 года британские футбольные ассоциации на встрече в Манчестере учредили Международный совет футбольных ассоциаций, призванный регламентировать футбольные правила, данная организация существует и поныне. Потребность в учреждении совета была обусловлена существовавшими до того момента, пусть и небольшими, различиями в правилах, используемых разными национальными ассоциациями: при проведении матчей на уровне сборных приходилось идти на компромисс, играя по правилам страны — хозяйки поля. На той же встрече был учреждён Домашний чемпионат Великобритании — первый в мире международный футбольный турнир. Первый его розыгрыш состоялся в 1884 году, чемпионат проводился в течение 100 лет, до 1984 года включительно. За время существования турнира Уэльс стал его 12-кратным чемпионом (из этих побед 5 были разделены с другими командами), заняв в общем зачёте 3 место из 4.
В ФИФА Уэльс вступил в 1906 году, однако отношения британских ассоциаций с организацией были натянутыми, и в 1928 году островитяне вышли из состава ФИФА после конфликта по поводу зарплат футболистам-любителям. Вследствие этого ни одна британская команда не участвовала в первых трёх чемпионатах мира. В 1946 году членство британских ассоциаций в ФИФА было восстановлено. Две лучшие команды Домашнего чемпионата Великобритании 1949—1950 получали путёвку на чемпионат мира 1950 года (правда, в итоге на турнир поехали только англичане — квалифицировавшиеся вторыми шотландцы отказались от участия в турнире). Уэльс провалился, заняв последнее, 4-е место.

### Чемпионат мира по футболу 1958: первое участие
На 1950-е годы пришёлся «золотой век» валлийского футбола — тогда за страну играли такие звёзды, как Айвор Оллчерч, Клифф Джонс, Альф Шервуд, Джек Келси, Тревор Форд, Рон Бёрджес, Терри Медвин и Джон Чарльз.
Первый раз Уэльс сыграл на чемпионате мира в 1958 году в Швеции, однако его путь к заветной путёвке оказался очень и очень необычным. Сборная Уэльса, возглавляемая Джимми Мерфи, финишировала второй в своей квалификационной группе, пропустив вперёд команду Чехословакии, что, казалось бы, закрывало дорогу Уэльсу на чемпионат мира. Однако в зонах Азии и Африки произошли неожиданные события: команды Египта и Судана отказались играть против Израиля, а Индонезия потребовала провести матч на нейтральном поле. В итоге Израиль был объявлен победителем своей группы, однако ФИФА не хотела, чтобы хоть кто-нибудь прошёл на чемпионат мира без сыгранных матчей и не на правах хозяев. Для этого среди команд, занявших второе место, был проведён жребий: победитель матча против Израиля отправлялся на чемпионат мира. Бельгия оказалась командой-счастливчиком, которой суждено было сыграть с Израилем, но бельгийцы отказались. Следующим оказался Уэльс, которому пришлось сыграть две встречи против израильтян, на кону в которых стояла путёвка в Швецию. Дважды обыграв Израиль со счётом 2:0 на стадионах «Рамат-Ган» и «Ниньен Парк», Уэльс квалифицировался в финальную часть чемпионата мира в первый и пока что единственный раз.
В финальной части чемпионата мира Уэльс попал в группу против Венгрии, Мексики и Швеции. Валлийцы свели вничью все три матча: с Венгрией и Мексикой 1:1, со Швецией 0:0. Команде пришлось играть дополнительный матч за место в плей-офф (Швеция вышла туда с первого места) против Венгрии, и там Уэльс вырвал победу 2:1 благодаря голам Айвора Оллчерча и Терри Медвина. В четвертьфинале валлийцы попали на команду Бразилии: из строя выбыл лучший игрок валлийцев Джон Чарльз, что подорвало боевой дух команды. Единственный гол в той встрече забил 17-летний Пеле, для которого этот гол стал первым на чемпионатах мира и сделал его самым юным бомбардиром чемпионатов мира. Бразилия в итоге выиграла турнир.
Выдающееся выступление Уэльса в Швеции стало сюжетом бестселлера Марио Ризоли «Когда Пеле разбил наши сердца: Уэльс и чемпионат мира 1958» (англ. When Pele Broke Our Hearts: Wales and the 1958 World Cup), вышедшего в 1970 году к 40-летию чемпионата мира и ставшего вдохновением для документального фильма, номинированного на премию Bafta Cymru. С тех пор Уэльс не выходил в финальные части чемпионатов мира вообще.

### 1970-е: четвертьфинал чемпионата Европы и массовая драка
Уэльс не играл на чемпионатах Европы по футболу с момента их учреждения в 1960 году. Высшим достижением команды стал выход в четвертьфинал турнира в рамках чемпионата Европы 1976 года, хотя тогда финальная часть турнира начиналась только с полуфинала. Уэльс выиграл свою отборочную группу, опередив команды Венгрии, Австрии и Люксембурга, однако в плей-офф попал на сборную Югославии (именно в Югославии проходили финальные игры, однако тогда правило автоматической квалификации сборной страны-хозяйки не было утверждено ещё). Уэльс проиграл первый матч в Загребе 2:0, во втором в Кардиффе сыграл вничью 1:1, однако это было не самое худшее. В конце домашнего поединка в Кардиффе на стадионе начались массовые беспорядки. Уэльс в итоге был отстранён от участия в отборе на чемпионат Европы 1980 года, к тому же УЕФА запретила ему проводить матчи в радиусе 100 миль от Кардиффа в течение четырёх лет.
На следующий год Уэльс добился неожиданной победы над Англией на старом «Уэмбли» благодаря голу Лейтона Джеймса с пенальти: в течение 42 лет англичан не удавалось победить валлийцам. В 1980 году валлийцы добились ещё одной великой победы, раздавив Англию дома на своём поле со счётом 4:1, при том, что Англия за четыре дня до этого обыграла Аргентину, тогдашнего чемпиона мира. Голы в том матче за Уэльс забивали Микки Томас, Ян Уолш и Лейтон Джеймс, ещё один автогол забил Фил Томпсон.

### 1980-е: две неудачи из-за разницы голов
В 1980-е годы Уэльс был как никогда близок к возвращению на чемпионаты мира: сборная под руководством Майка Инглэнда боролась в одной группе отбора на чемпионат мира 1982 года с СССР и Чехословакией, сумев даже обыграть один раз чехословаков и сыграть нулевую ничью с советской командой. Однако этого оказалось недостаточно: сначала Уэльс не сумел обыграть Исландию (2:2) в домашнем матче, который останавливался несколько раз из-за отключения освещения. А затем в гостях Уэльс был разбит наголову сборной СССР со счётом 3:0, и старое правило, по которому в случае равенства очков выше поднималась команда с лучшей разницей забитых и пропущенных мячей, сыграло не в пользу Уэльса. На второе место поднялась Чехословакия, которая и отправилась в Испанию на чемпионат мира.
В 1984 году восходящая звезда валлийского футбола Марк Хьюз дебютировал за сборную, забив первый и единственный гол в матче против Англии и принеся Уэльсу ещё одну победу над извечными соперниками. Через год в матче за место на чемпионате мира 1986 года Хьюз забил великолепный гол Испании, принеся общую победу Уэльсу в Кардиффе 3:0. Но мечты Уэльса снова разбились о Исландию: в Рейкьявике островитяне выиграли 1:0, поставив под угрозу планы Уэльса о возвращении на турниры. В последней игре против Шотландии Уэльс вёл до 81-й минуты благодаря голу Марка Хьюза, но поставленный пенальти в ворота «драконов» в исполнении Дэви Купера оставил валлийцев опять без чемпионата мира: по разнице мячей горцы опережали Уэльс (при том, что в предыдущей личной встрече Уэльс обыграл в гостях шотландцев 1:0).

### 1990-е: эпоха неудач
Сборная Уэльса в 1990-е годы уже не добивалась таких крупных успехов, хотя в августе 1993 года поднялась на рекордное в своей истории 27-е место в рейтинге ФИФА (тогда тренером был Терри Йорат). У Уэльса был ещё один реальный шанс вернуться на мундиаль, когда в борьбе за место на чемпионате мира 1994 года Уэльс оспаривал путёвку у Румынии. В домашней встрече валлийцы должны были обыгрывать Румынию, но при счёте 1:1 Пол Бодин не реализовал пенальти в ворота румынской сборной. Плата за промах оказалась высокой — «драконы» проиграли 1:2 и снова остались без крупного турнира, а Йорат отказался продлевать свой контракт.
Место Йората занял Джон Тошак, тогда ещё главный тренер испанского клуба «Реал Сосьедад», но он не продержался и одного матча: после поражения от Норвегии со счётом 1:3 он тут же подал в отставку, заявив, что у него назревал серьёзный конфликт с Футбольной ассоциацией Уэльса, хотя истинная причина крылась в том, что фанаты освистывали его на протяжении всего матча, не признавая его своим тренером и протестуя против ухода Йората. На старте отборочной кампании к чемпионату Европы 1996 года сборную возглавил Майк Смит (для него это была вторая попытка), однако поражения от Молдовы и Грузии вынудили Смита уйти из сборной, а его преемником стал Бобби Гулд в июне 1995 года.
Время работы Гулда в сборной стало худшим временем в её истории, по мнению футбольных фанатов Уэльса, поскольку тактика Гулда вызывала зачастую много вопросов, а сам он на глазах у фанатов публично ссорился с игроками сборной: Нэтаном Блейком, Робби Сэвиджем и Марком Хьюзом. Положение дел усугубилось бесславным поражением от сборной Нидерландов (7:1). Гулд ушёл с поста тренера только после того, как команду окончательно добила в 1999 году Италия, раздавив «драконов» со счётом 4:0. Руководство ассоциации обратилось за помощью к Невиллу Саутоллу и Марку Хьюзу за помощью, и оба согласились возглавить команду на время следующего матча против Дании. Хьюз вскоре стал и главным тренером сборной.

### 2000-е: Попытки возвращения

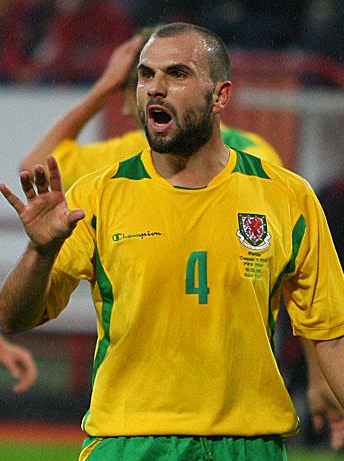
Карл Флетчер в составе сборной Уэльса

И снова Уэльс получил единственный за всё десятилетие шанс вернуться в элиту футбола, на этот раз на чемпионате Европы. Команда, обыграв в отборочном турнире к Евро-2004 Италию со счётом 2:1, закрепилась на втором месте и вышла в стыковые матчи, в результате жеребьёвки попав на Россию. Стыковые матчи ознаменовались несколькими скандалами: во-первых, дисквалификацией Егора Титова из-за употребления запрещённого препарата бромантана; во-вторых, конфликтом с участием Вадима Евсеева и Райана Гиггза, в ходе которого Гиггз ударил Евсеева в ухо, но не удостоился даже предупреждения; в-третьих, провокационным интервью Дмитрия Булыкина, который заявил, что не знает никого из игроков сборной Уэльса, что валлийцы расценили как неуважение к команде. Нулевая ничья в Москве оставляла Уэльсу надежды, однако ответная встреча в Кардиффе закончилась победой россиян со счётом 1:0. Единственный гол забил Вадим Евсеев, подвергавшийся освистыванию со стороны валлийцев на протяжении всей игры, а после матча нецензурно выразившийся прямо в телекамеру в адрес валлийских футбольных фанатов. С тех пор Уэльс очень долго не добирался даже до третьего места в группе.
После провала начала отборочной кампании к чемпионату мира 2006 года Марк Хьюз подал в отставку ради должности тренера «Блэкберн Роверс», а его место 12 ноября 2004 занял некогда впавший в опалу Джон Тошак. Исправить ситуацию, однако, не сумел даже он: Уэльс опять не попал на чемпионат мира 2006 года, а в отборе на Евро-2008 из семи команд Уэльс и вовсе финишировал пятым, чудом не потеряв очки в матче с Сан-Марино и начав по-настоящему бороться только в конце квалификации (лучшим результатом в его кампании стала разгромная победа над Словакией 5:2).
Тошак сделал верный ход во время кампании, начав активно призывать игроков молодёжной сборной, которые могли с успехом заменить травмированных и дисквалифицированных, а также скомпенсировать уход по собственному желанию ветеранов из сборной. Как минимум пять активных игроков молодёжной сборной при Тошаке стали игроками основы. Однако отсутствие опыта игры против сильных противников оказалось сильнее технических и физических параметров игроков: в отборочном турнире к чемпионату мира в ЮАР многообещающее начало в виде побед над Азербайджаном (1:0) и Лихтенштейном (2:0) так и осталось началом. Первое же серьёзное испытание в виде матча против России валлийцы не преодолели, проиграв 2:1 — единственный гол в той встрече от Уэльса забил Джо Ледли, установив ничью лишь на несколько минут, а Гарет Бэйл ещё в начале матча умудрился не забить пенальти, попав прямо в Игоря Акинфеева. Уэльс ещё держался на плаву к середине отборочного турнира, уступив немцам в Мёнхенгладбахе 1:0 только после 74 минут безуспешной осады своих ворот, однако весной 2009 года два домашних проигрыша со счётом 2:0 тем же немцам и финнам оставили Уэльс без теоретических шансов на дальнейший успех.

### 2010-е: Возрождение команды

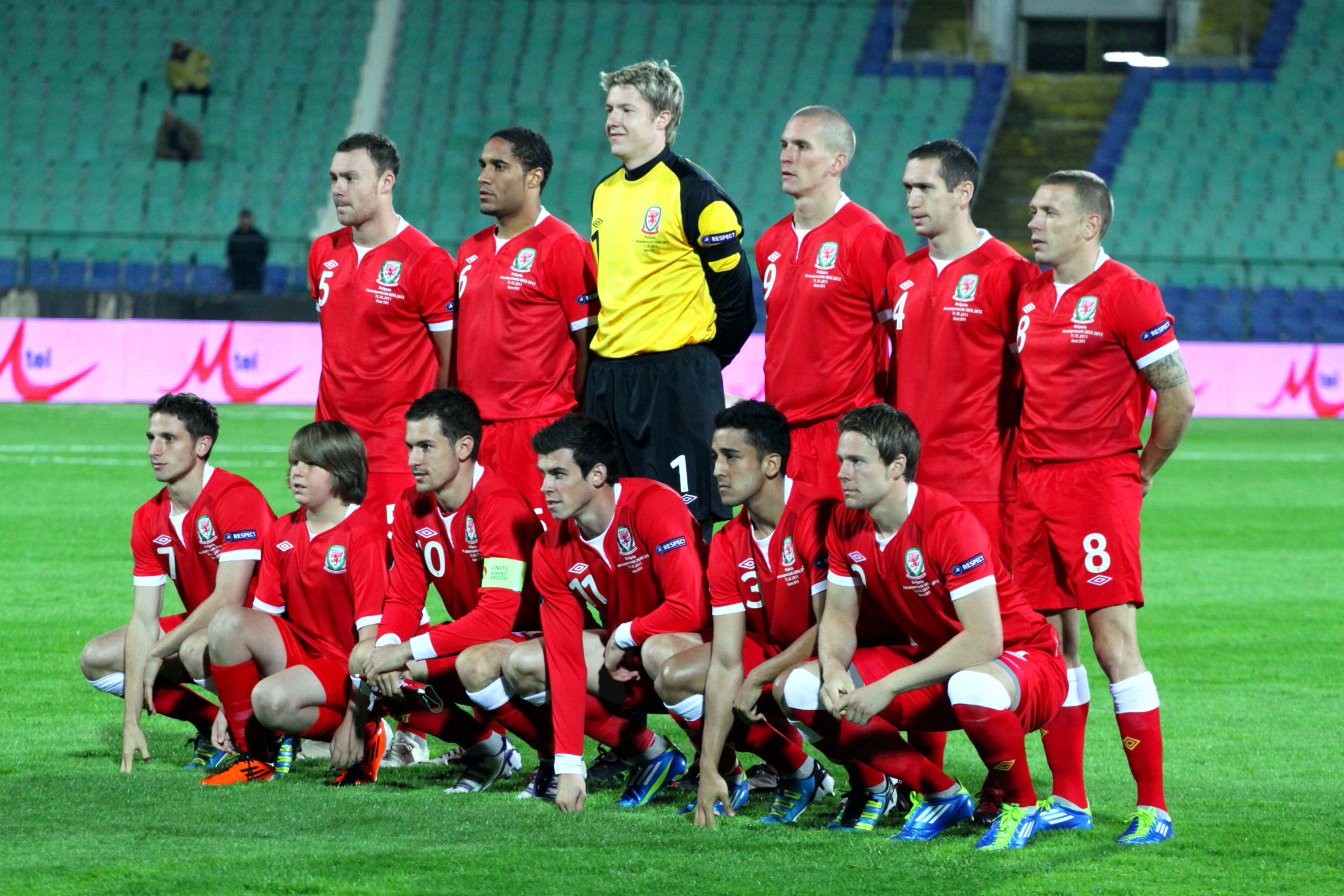
Сборная Уэльса 11 октября 2011 перед матчем против Болгарии

Джон Тошак оставался в сборной до 9 сентября 2010, пока Уэльс не проиграл в рамках отбора на Евро-2012 команде Черногории. Временно исполняющим обязанности был назначен Брайан Флинн, наставник молодёжной сборной, но два поражения от Болгарии (0:1) и Швейцарии (4:1) дали знать руководству: в услугах Флинна команда не нуждается.
14 декабря 2010 команду возглавил Гэри Спид, который провёл первую игру в качестве главного тренера 8 февраля 2011 на Кубке наций против Ирландии («зелёные» выиграли 3:0). В отборочном цикле Евро-2012 Спид в первую очередь назначил капитаном Арона Рэмзи. Спиду не оставалось ничего другого, кроме как завершить достойно отборочный цикл, поскольку Уэльс уже утратил почти все шансы на выход даже в стыковые матчи. Проигрыш Англии 0:2 в августе 2011 года опустил валлийцев на рекордно низкое 117-е место в рейтинге ФИФА, однако в следующих четырёх матчах валлийцы проиграли только тем же англичанам со счётом 1:0, обыграв Черногорию (2:1), Швейцарию (2:0) и Болгарию (1:0). 12 ноября 2011 ими была сенсационно бита Норвегия со счётом 4:1, что в итоге привело к тому, что Уэльс получил награду от ФИФА как лучшая команда-прорыв года.
Но затем страну потрясла трагедия: 27 ноября 2011 Гэри Спид был обнаружен мёртвым в собственном доме. Как установило следствие, он покончил с собой, но причины случившегося остались неизвестными. Гибель тренера стала шоком для Уэльса: команда, которая только начинала возвращаться в число лучших команд Европы, была фактически обезглавлена. Потрясённую команду 19 января 2012 возглавил Крис Коулман.
Уэльс потерял сильно свои позиции, вследствие чего скатился в шестую корзину отборочного турнира чемпионата мира 2014 года. Коулман не сумел продолжить должным образом начатое дело Спида, вследствие чего команда потерпела оглушительное поражение в квалификации, опять финишировав пятой и проиграв шесть матчей. Апофеозом неудачи стало поражение от Сербии со счётом 1:6.. В октябре 2012 года капитаном стал Эшли Уильямс, сменив Арона Рэмзи. Единственным относительным успехом сборной стали обе победы над Шотландией с одинаковым счётом 2:1.
В апреле 2013 года был открыт Валлийский национальный центр футбольного развития «Дрэгон Парк» в Ньюпорте.

#### Летние Олимпийские игры 2012
Вопрос о составе сборной Великобритании на футбольные турниры Олимпийских и Паралимпийских игр 2012 года долгое время оставался открытым: поскольку Великобритания выступала единой командой на Олимпиаде, то и в сборной должны были выступать представители всех четырёх основных футбольных сборных. Футбольная ассоциация Уэльса долгое время отказывалась отправлять своих игроков в сборную Великобритании, однако свой интерес в выступлении на Олимпиаде выразили Арон Рэмзи и Гарет Бэйл. Из-за травмы Бэйл был исключён из заявки, однако Рэмзи сумел остаться. В помощь Рэмзи пришли ещё четыре игрока сборной Уэльса: Джо Аллен, Нил Тейлор, Райан Гиггз и Крэйг Беллами (последние два были включены в состав сборной из числа трёх игроков старше 23 лет). На том турнире Великобритания вышла в четвертьфинал, но выбыла после поражения в Кардиффе от сборной Республики Корея в серии пенальти 4:5 (основное время — 1:1, дополнительное время — 0:0).

#### Прорыв начемпионат Европы 2016 года
И всё же Уэльс дождался своего возвращения на международные турниры: в июле 2015 года в отборочной группе B чемпионата Европы 2016 года Уэльс занимал 1-е место с четырьмя победами и двумя ничьими, опережая Бельгию, Боснию и Герцеговину, Кипр, Израиль и Андорру, а также добрался до 10-го места в рейтинге ФИФА и удостоился попасть в первую корзину жеребьёвки отбора на чемпионат мира 2018 года. На жеребьёвке валлийцам достались команды Австрии, Сербии, Ирландии, Молдовы и Грузии в группе D. В сентябре 2015 года Уэльс впервые в истории поднялся на 9-е место, опередив Англию, а в октябре занял 8-е место. 10 октября 2015 Уэльс официально вышел на Евро-2016: несмотря на проигрыш боснийцам 0:2, победа Кипра над Израилем позволила «драконам» впервые в истории сыграть в финальной стадии чемпионата Европы.
На Чемпионат Европы 2016 года в группе «B» соперниками валлийцев стали сборные России, Словакии и Англии. Турнир сборная Уэльса начала с победы в группе над сборной Словакии (2:1). Голами отличились Гарет Бэйл и Хэл Робсон-Кану. Затем команда потерпела поражение от подопечных Роя Ходжсона, голами за команду соперников отличились Джейми Варди и Дэниел Старридж. Единственный гол за Уэльс в матче забил Гарет Бэйл прямым ударом с 35 метров со штрафного. Выйти из группы с первого места сборной Уэльса помогла победа над сборной России (3:0). Три безответных мяча в ворота россиян забили Аарон Рэмзи, Нил Тейлор и Гарет Бэйл.
В 1/8 финала Уэльс вышел на сборную Северной Ирландии. После сильной передачи Гарета Бейла с левого фланга в центр вратарской, мяч от ноги Гарета Маколи влетел в ворота. Валлийцы одержали победу и впервые вышли в 1/4 финала. В четвертьфинале Уэльс встретился со сборной Бельгии. Валлийцы проигрывали по ходу встречи (0:1), но три гола в исполнении Эшли Уильямса, Хэла Робсона-Кану и Сэма Воукса помогли добыть победу и выйти команде в полуфинал. В 1/2 финала сборная Уэльса проиграла сборной Португалии со счётом 0:2. Счёт на 50-й минуте открыл Криштиану Роналду, а спустя три минуты Нани удвоил преимущество португальцев. В игре не принимали участие Аарон Рэмзи и Бен Дэвис. Также Аарон Рэмзи и Джо Аллен вошли в символическую сборную турнира по мнению UEFA, а Гарет Бэйл и Нил Тейлор по мнению France Football.

#### Неудачная квалификация начемпионат мира 2018 года
На отборочном турнире чемпионата мира 2018 сборная Уэльса проиграла только в последнем матче сборной Ирландии 0:1, однако «драконы» за это очень жестоко поплатились: они в итоге заняли третье место в группе и не вышли даже в стыковые матчи. Главный тренер Крис Коулман ушёл в отставку, и его место занял Райан Гиггз.

## Стадион

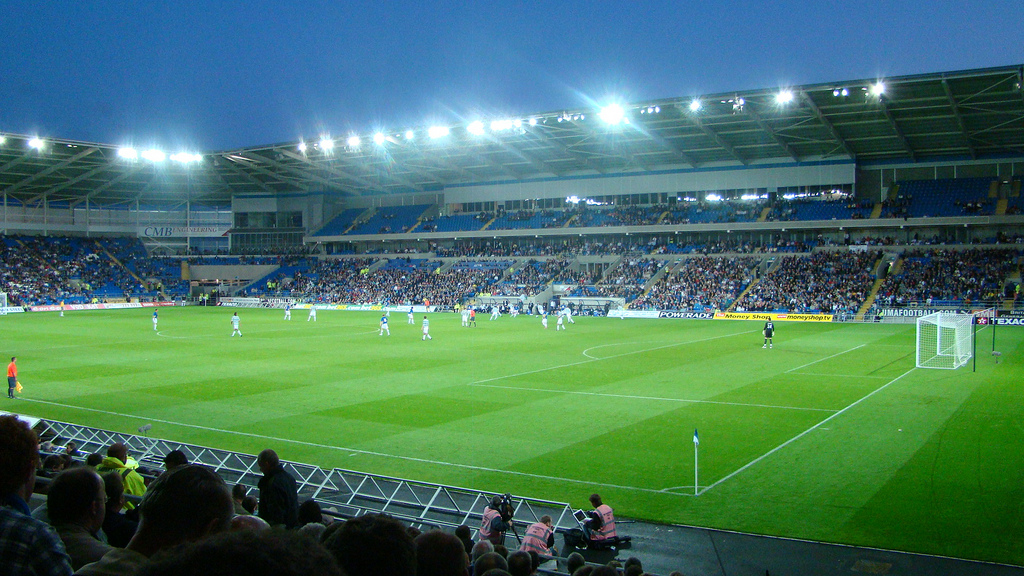
Стадион «Кардифф Сити»

Сборная Уэльса проводит свои домашние матчи на стадионе «Кардифф Сити». c 2000 по 2009 гг. сборная в основном играла на стадионе «Миллениум».

## Форма

### Производители
| Изготовитель формы | Период      |
| ------------------ | ----------- |
| Admiral Sportswear | 1976—1980   |
| Adidas             | 1980—1986   |
| Hummel             | 1987—1989   |
| Umbro              | 1990—1996   |
| Lotto              | 1996—2000   |
| Kappa              | 2000—2008   |
| Champion           | 2008—2010   |
| Umbro              | 2010—2013   |
| Adidas             | с 2013 года |

### Цвета формы и логотип
Основной цвет формы — красный. Логотип Футбольной ассоциации Уэльса — валлийский дракон на белом щите в окружении 11 нарциссов на зелёном фоне, символизирующих 11 игроков на футбольном поле. С 1951 года на щите изображается девиз на валлийском «Gorau Chwarae Cyd Chwarae» (валл. Лучшая игра — командная игра).

### Домашняя
| 1876—1881 | 1883      | 1895      | 1899      | 1900—1901 | 1901—1902 | 1905—1930 | 1931—1940 | 1939, 1945 | 1943 | 1946—1956 |
| 1957—1963 | 1963—1965 | 1966—1967 | 1967—1972 | 1972      | 1972—1975 | 1975      | 1976—1979 | 1980—1984  | 2003 | 2008—2010 |
| 2010—2012 | 2012—2014 | 2014—2015 | 2015—2016 | Евро-2016 | 2018—2019 | Евро-2020 | ЧМ-2022   | 2024—н. в. |      |           |

### Гостевая
| 1949      | 1956—1963 | 1963—1967 | 1972      | 1974      | 1975    | 1976—1979  | 1980—1984 | 2002 | 2008—2010 | 2010—2012 |
| 2012—2014 | 2015—2016 | Евро-2016 | 2018—2020 | Евро-2020 | ЧМ-2022 | 2024—н. в. |           |      |           |           |

## Достижения
- Чемпионат мира
  - Пятое место: 1958
- Чемпионат Европы
  - Третье место: 2016
- Лига наций УЕФА
  - Победитель Лиги B: 2020/21
- Домашний чемпионат Великобритании
  - Победитель (12): 1907, 1919/20, 1923/24, 1927/28, 1932/33, 1933/34, 1936/37, 1938/39 (разделённый титул), 1951/52 (разделённый титул), 1955/56 (разделённый титул), 1959/60 (разделённый титул), 1969/70 (разделённый титул)

## Тренеры
До 1954 года у сборной Уэльса не было главного тренера, состав на команду выбирался коллегиально, а тренером был капитан команды.
| Имя           | Карьера                                                                  |
| ------------- | ------------------------------------------------------------------------ |
| Уолли Барнс   | 1954—1955                                                                |
| Джимми Мерфи  | 1956—1964                                                                |
| Дэйв Боуэн    | 1964—1974                                                                |
| Рон Берджесс  | 1965 (и. о. главного тренера на один матч из-за отсутствия Дейва Боуэна) |
| Майк Смит     | 1974—1979                                                                |
| Майк Ингленд  | 1979—1987                                                                |
| Дэвил Уильямс | 1988 (и. о. главного тренера на один матч)                               |
| Терри Йорат   | 1988—1993                                                                |
| Джон Тошак    | 1994                                                                     |
| Майк Смит     | 1994—1995                                                                |
| Роберт Гулд   | 1995—1999                                                                |
| Марк Хьюз     | 1999—2004                                                                |
| Джон Тошак    | 2004—2010                                                                |
| Брайан Флинн  | 2010 (и. о. на два матча)                                                |
| Гэри Спид     | 2010—2011                                                                |
| Крис Коулман  | 2012—2017                                                                |
| Райан Гиггз   | 2018—2020                                                                |
| Роб Пейдж     | 2020 — 2024                                                              |
| Крейг Беллами | 2024 — н. в.                                                             |

## Текущий состав
Следующие игроки были вызваны в состав сборной главным тренером Крейгом Беллами для участия в матчах отборочного турнира к Чемпионату мира 2026 против сборных Лихтенштейна (6 июня 2025) и Бельгии (9 июня 2025).
Игры и голы приведены по состоянию на 10 июня 2025 года:
| 1  | Вр  | Карл Дарлоу     | 8 октября 1990 (34 года)   | 7  | -7  | Лидс Юнайтед      |  |  |
| 12 | Вр  | Дэнни Уорд      | 22 июня 1993 (32 года)     | 44 | -48 | Лестер Сити       |  |  |
| 21 | Вр  | Адам Дэвис      | 17 июля 1992 (32 года)     | 5  | -2  | Шеффилд Юнайтед   |  |  |
|    |     |                 |                            |    |     |                   |  |  |
| 2  | Защ | Крис Мефам      | 5 ноября 1997 (27 лет)     | 49 | 0   | Борнмут           |  |  |
| 3  | Защ | Неко Уильямс    | 13 апреля 2001 (24 года)   | 47 | 4   | Ноттингем Форест  |  |  |
| 4  | Защ | Бен Дэвис       | 24 апреля 1993 (32 года)   | 96 | 3   | Тоттенхэм Хотспур |  |  |
| 5  | Защ | Итан Ампаду     | 14 сентября 2000 (24 года) | 56 | 0   | Лидс Юнайтед      |  |  |
| 6  | Защ | Джо Родон       | 22 октября 1997 (27 лет)   | 54 | 1   | Лидс Юнайтед      |  |  |
| 14 | Защ | Коннор Робертс  | 23 сентября 1995 (29 лет)  | 63 | 3   | Бернли            |  |  |
| 15 | Защ | Джей Дасилва    | 22 апреля 1998 (27 лет)    | 3  | 0   | Ковентри Сити     |  |  |
| 15 | Защ | Ронан Кпакио    | 25 мая 2007 (18 лет)       | 0  | 0   | Кардифф Сити      |  |  |
| 16 | Защ | Бен Кабанго     | 30 мая 2000 (25 лет)       | 12 | 0   | Суонси Сити       |  |  |
|    |     |                 |                            |    |     |                   |  |  |
| 7  | ПЗ  | Дэвид Брукс     | 8 июля 1997 (28 лет)       | 35 | 5   | Борнмут           |  |  |
| 8  | ПЗ  | Харри Уилсон    | 22 марта 1997 (28 лет)     | 62 | 14  | Фулхэм            |  |  |
| 17 | ПЗ  | Джордан Джеймс  | 2 июля 2004 (21 год)       | 20 | 0   | Ренн              |  |  |
| 19 | ПЗ  | Сорба Томас     | 25 января 1999 (26 лет)    | 18 | 1   | Нант              |  |  |
| 22 | ПЗ  | Джош Шиэн       | 30 марта 1995 (30 лет)     | 13 | 0   | Болтон Уондерерс  |  |  |
|    |     |                 |                            |    |     |                   |  |  |
| 9  | Нап | Рабби Матондо   | 9 сентября 2000 (24 года)  | 15 | 1   | Ганновер 96       |  |  |
| 10 | Нап | Лиам Каллен     | 23 апреля 1999 (26 лет)    | 10 | 2   | Суонси Сити       |  |  |
| 11 | Нап | Бреннан Джонсон | 23 мая 2001 (24 года)      | 37 | 6   | Тоттенхэм Хотспур |  |  |
| 13 | Нап | Киффер Мур      | 8 августа 1992 (32 года)   | 49 | 14  | Шеффилд Юнайтед   |  |  |
| 18 | Нап | Марк Харрис     | 29 декабря 1998 (26 лет)   | 11 | 0   | Оксфорд Юнайтед   |  |  |
| 20 | Нап | Луис Кумас      | 19 сентября 2005 (19 лет)  | 6  | 0   | Сток Сити         |  |  |
| 23 | Нап | Нейтан Бродхед  | 5 апреля 1998 (27 лет)     | 14 | 2   | Ипсвич Таун       |  |  |

## Рекордсмены
Ниже приведены списки рекордсменов по числу проведённых матчей за сборную, а также по числу забитых голов. Жирным шрифтом выделены действующие игроки сборной.

### Игроки с наибольшим количеством матчей за сборную

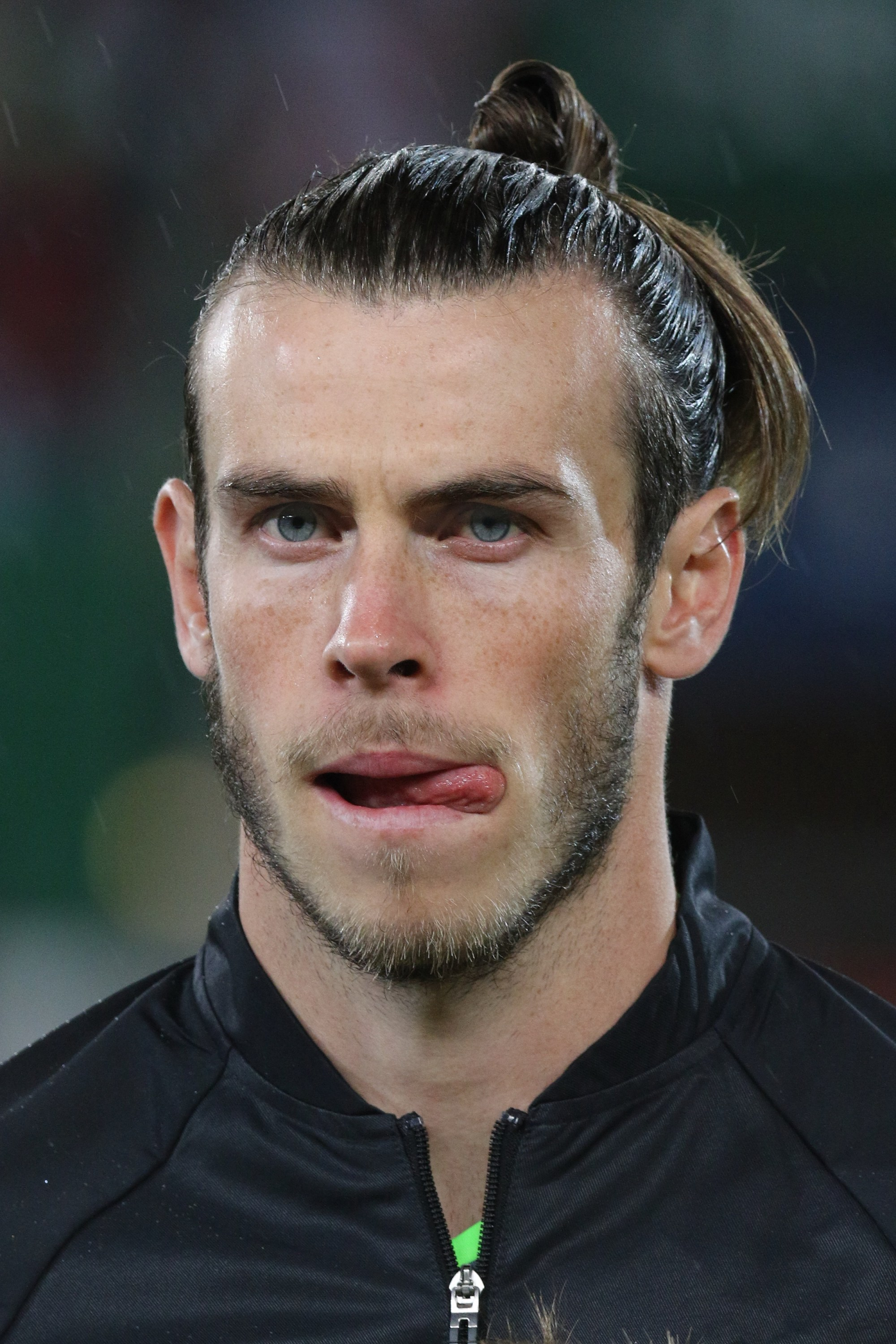
Гарет Бейл

| # | Футболист      | Период     | Матчи | Голы |
| - | -------------- | ---------- | ----- | ---- |
| 1 | Гарет Бейл     | 2006—2022  | 111   | 41   |
| 2 | Крис Гантер    | 2007—2022  | 109   | 0    |
| 2 | Уэйн Хеннесси  | 2007—2024  | 109   | 0    |
| 3 | Бен Дэвис      | 2012—н. в. | 96    | 3    |
| 4 | Невилл Саутолл | 1982—1997  | 92    | 0    |
| 5 | Аарон Рэмзи    | 2008—н. в. | 86    | 21   |
| 5 | Эшли Уильямс   | 2007—2019  | 86    | 2    |
| 7 | Гэри Спид      | 1990—2004  | 85    | 7    |
| 8 | Крейг Беллами  | 1998—2013  | 78    | 19   |
| 9 | Джо Ледли      | 2005—2018  | 77    | 4    |

### Лучшие бомбардиры сборной Уэльса
| # | Футболист     | Период     | Голы | Матчи |
| - | ------------- | ---------- | ---- | ----- |
| 1 | Гарет Бейл    | 2006—2022  | 41   | 111   |
| 2 | Иан Раш       | 1980—1996  | 28   | 73    |
| 3 | Тревор Форд   | 1947—1957  | 23   | 38    |
| 3 | Айвор Оллчерч | 1951—1966  | 23   | 68    |
| 5 | Дин Сондерс   | 1986—2001  | 22   | 75    |
| 6 | Аарон Рэмзи   | 2008—н. в. | 21   | 86    |
| 7 | Крейг Беллами | 1998—2013  | 19   | 78    |
| 8 | Роберт Эрншоу | 2002—2011  | 16   | 58    |
| 8 | Клифф Джонс   | 1954—1970  | 16   | 59    |
| 8 | Марк Хьюз     | 1984—1999  | 16   | 72    |

## Освещение в СМИ
Показ матчей сборной Уэльса по футболу осуществляется тремя телеканалами: S4C (на валлийском языке), Sky Sports (на английском) и BBC Sport (на английском). Первые два показывают матчи квалификационных этапов, третий — только товарищеские.